# Torre & Cavallo - Scacco!
Torre & Cavallo - Scacco! è una rivista bimestrale di tecnica e informazione scacchistica diretta dal maestro internazionale Roberto Messa e dal maestro FIDE Dario Mione. Pubblica articoli di cronaca, didattica, problemistica, teoria, storia e cultura scacchistica, test e partite commentate dai migliori giocatori d'Italia e del mondo. È stampata nel formato 21 x 29 cm.

## Storia
Torre & Cavallo fu fondata da Francesco Corrarello - con registrazione al Tribunale di Roma del 23/10/1985 - che pubblicò solo alcuni fascicoli nel 1986 e nel 1987. In quell'anno gli si affiancò Giulio Savelli (con la sua Standard Media srl) come editore, e Corrarello ricopriva l'incarico di direttore responsabile. La rivista fece il vero balzo nel 1988 quando Savelli affrontò l'impresa di diffonderla massicciamente nelle edicole. Corrarello cedette la testata a Savelli, ma restò direttore responsabile fino al n. 3 di aprile 1988. Il n. 4 del maggio 1988 aveva invece come direttore Savelli. Egli non aveva molto tempo da dedicare alla rivista, che usciva a corrente alternata, e nel 1990 decise di affidare a Roberto Messa il ruolo di direttore responsabile e a Pierluigi Passerotti quello di editore.
Nel 2000 vi fu la fusione con la rivista Scacco!, sotto l'editore Messaggerie Scacchistiche, facente capo allo stesso Messa, con la quale la rivista assunse il nome attuale. Pubblicata con periodicità mensile fino a dicembre 2022, è diventata una rivista a cadenza bimestrale a partire dal primo numero del 2023.